# Línea Northstar
La Línea Northstar o Northstar Line es una línea de tren de cercanías del Metro Transit que abastece al área metropolitana de Minneapolis, Minnesota. La línea Northstar es operada por BNSF Railway. Inaugurada el 16 de noviembre de 2009, actualmente la línea Northstar cuenta con 7 estaciones.